# Иван Абрашев
Иван Христов Абрашев, наричан още Охридлията и Аркадаша, е български революционер, участник в Априлското въстание през 1876 година с четата на Таньо Стоянов.

## Биография
Иван Абрашев е роден през 1844 година в град Охрид. Братовчед е на Христо Пържинов. Баща му е бил псалт и шивач, изпраща го да учи в Темишвар, Австро-Унгария. След това Абрашев заминава за Русе, където се занимава с търговия и влиза в Българския революционен централен комитет. Застрашен от арест, през есента на 1875 година бяга във Влашко, след това прекарва зимата в Белград.
На 24 април 1876 година отива в Турну Мъгуреле, където се включва в четата на Таньо Стоянов. С четата е до разбиването ѝ на 27 май 1876 година, след което бяга на изток заедно със Стоян Енев Шекерджията и стигат до град Ески Джумая. Абрашев влиза в града за хляб, но е предаден и заловен на 5 юни, откаран в Разград, а после в Русе и осъден на заточение в Акия.
От заточение е освободен след амнистията след Руско-турската война. Става адвокат в Тутракан в новобразуваното Княжество България. В Тутракан се жени за сестрата на колегата си Д. Чиплаков.
По-късно се включва в македонското освободително движение и заминава с чета за Македония. Оставя разказ за четата, записан от Никола Обретенов през 1883 година.